# Ozothamnus secundiflorus
Ozothamnus secundiflorus là một loài thực vật có hoa trong họ Cúc. Loài này được (N.A.Wakef.) C.Jeffrey mô tả khoa học đầu tiên năm 1976.